# Holiša
Holiša, do roku 1948 Galša (maďarsky Galsa nebo Ipolygalsa), je obec na Slovensku v okrese Lučenec v tradičním regionu Novohrad. Obec se nachází v jihovýchodní části Lučenské kotliny, podcelku Jihoslovenské kotliny, na pravém břehu řeky Ipeľ. Obec leží cca 9 km jihovýchodně od Lučence. V roce 2020 zde žilo 672 obyvatel. Při sčítání obyvatel v roce 2011 zde žilo 317 obyvatel maďarské národnosti.

## Pamětihodnosti
Římskokatolický kostel Narození Panny Marie – jednolodní původně středověká stavba, s románským jádrem. Nachází se na vyvýšené poloze nad obcí. Kostel má segmentově ukončené presbyterium a představenou věž. Památkový průzkum odhalil hned tři stavební etapy z románského období, nejstarší pochází ještě ze 12. století. Dochoval se jednoduchý pravoúhlý portál a štěrbinové okno z románské etapy. Předpokládá se, že i severní boční loď je románská, ze 13. století. V gotickém období došlo k prodloužení lodi východním směrem. Na přelomu 15. a 16. století vzniklo pozdněgotické polygonální presbyterium zaklenuté žebrovou klenbou. Dochovalo se zde původní rozetové okno. V roce 1768 se uskutečnila velká barokní přestavba, která překryla románsko–gotický charakter stavby. Nad západním vstupem do lodi, v podvěží je z tohoto období dochován erb Koháryů, tehdejších majitelů obce. V této etapě byla stavba prodloužena západním směrem a vznikla také věž.

## Doprava
V Holiši je zastávka na železniční trati Zvolen–Košice. Obcí prochází silnice III/2668, která se 1 km jižně od obce napojuje na silnici I/71.